# Нижегородское губернское правление
Нижегородское губернское правление — главное учреждение Нижегородской губернии. Орган исполнительной власти. Губернское правление следило за точным исполнением законов, поддерживало порядок во всех городах, селах и деревнях губернии; решало исполнительные дела, требующие скорого отправления; накладывало арест на имения за долги по приговору суда.